# Chłonność naturalna
Chłonność naturalna - naturalna odporność środowiska przyrodniczego i jego elementów (roślinności, gleby) na różnego oddziaływanie wypoczywających ludzi. Określa się ją jako maksymalną liczbę osób, które w jednostce czasu mogą przebywać na jednostkowej powierzchni rozpatrywanego terenu bez powodowania zmian degradacyjnych, zmieniających trwale skład i struktury biocenozy. Chłonność naturalna jest szacowana dla terenów niezagospodarowanych turystycznie.